# Esterházy János (történész)
Gróf galánthai Eszterházy VI. János Nepomuk (Kolozsvár, 1824. március 23. – Kolozsvár, 1898. június 24.) képviselő, történész, az Esterházy család krónikása.

## Élete
Az Esterházy család idősebb cseszneki ágának volt a tagja. Apja Esterházy Dénes (1789-1869) Kolozs vármegyei táblabíró, anyja Haller Cecília volt. Nagyapja Eszterházy Nepomuk János főispán, egyik nagybátyja Eszterházy Alajos alezredes, Eszterházy Johanna hárfás férje. Testvére Esterházy Miguel 48-as honvédtiszt.
Feleségével, Mikó Juliannával 1856-ban kötöttek házasságot. Lányuk, Cecília 1857-ben született és 1876-ban Bánffy Ernőhöz ment feleségül. 1843-ban befejezett tanulmányait kolozsvári iskolákban folytatta. 
1849-ben, a szabadságharc idején Debrecenben a Belügyminisztérium tiszteletbeli fogalmazójaként működött, és felsőházi tagként részt vett az országgyűlésben. 1850-ben Pesten haditörvényszék elé állították, de kegyelemben részesült.

## Munkássága
A Magyar Történelmi Társulat alapító- és igazgatói választmányi tagja, a Századok, az Archeológiai Értesítő és az Archeológiai Közlemények című folyóiratoknak a munkatársa volt.
Hosszú évekig tartó munkával összegyűjtötte és folyamatosan bővítette az Esterházy családra és az annak tagjaira vonatkozó információkat, felhasználva többek között a családi levéltárak anyagait és a családtagok szóbeli közléseit. Fő műve két részből áll. Az első kötetben az okleveleket közli, a másodikban a család tagok rendszerezett életrajzait leszármazási táblákkal együtt.
Életében nem érezte teljesnek a két könyvet. A kéziratokat halála után Esterházy János Mihály (1864–1905) kapta meg özvegyétől, aki Merényi Lajosnak, a hercegi hitbizományi levéltár igazgatójának a közreműködésével véglegesítette és rendezte sajtó alá azokat. A könyveket herceg Esterházy Miklós családfő így posztumusz adta ki.
A család legtöbb 19. századi tagjához hasonlóan nevét magyarosan (sz-szel) írta.